# Drama Roelens-Maes
Het Drama Roelens-Maes vond plaats op 28 mei 1966 en is een van de meest tragische gebeurtenissen in de geschiedenis van de Belgische gemeente Dentergem. Dit familiedrama leidde tot het overlijden van vijf kinderen uit één gezin.

## Aanloop
Op de avond van Pinksterzaterdag, rond 10:15 uur, bezochten André Roelens en Monique Maes de woning van Monique's ouders aan de Markegemsesteenweg. Dit bezoek was ter gelegenheid van de plechtige communie van Monique's broer, Geert, die de volgende dag zou plaatsvinden. Ondertussen lagen hun vijf kinderen te slapen in de zolderkamers van hun eigen huis. De kinderen waren Marianne (21 november 1959), Steven (1 februari 1961), Ruth (26 februari 1962), Peter (28 mei 1963) en Joke (3 november 1964).

## Brand
Rond 10:30 uur merkte buurman Paul Dekeyzer, die net terugkeerde van een biljartavond in "De Poney", rook op die onder de neergelaten rolluiken van het huis van André Roelens vandaan kwam. Na vergeefse pogingen om aandacht te krijgen door op het raam te kloppen, belde hij de hulpdiensten. Meerdere buren verzamelden zich en ondernamen reddingspogingen, waaronder Georges en Roger Vercaemer die probeerden de kinderen op de zolder te bereiken. Ondanks het gebruik van brandblusapparaten en waterslangen waren deze pogingen door de dikke rook en intense hitte tevergeefs.

## Gevolgen
De brandweer van Tielt arriveerde binnen zeven minuten na de oproep en slaagde erin, samen met de vader van de kinderen, de slaapkamers te bereiken en de kinderen naar beneden te brengen. Drie van de kinderen, Marianne, Steven en Peter, waren helaas al gestikt. Joke toonde nog tekenen van leven, maar overleed ondanks pogingen tot mond-op-mondbeademing. Ruth, die ernstige brandwonden had opgelopen, werd naar het Sint-Andriesziekenhuis in Tielt gebracht, waar zij vier uur later overleed.
Tijdens de bluswerkzaamheden raakten enkele brandweerlieden gewond, waaronder Roger De Witte en Aloïs Verhaeghe. Een voorbijganger, Eric Verbrugge, liep ernstige brandwonden op.
Volgens rapporten in lokale kranten is de brand vermoedelijk ontstaan in de keuken door een defecte boiler op butaangas. Brandbare chemische producten die André beroepsmatig gebruikte, en houten keukenwanden hebben mogelijk de verspreiding van de brand versneld.

## Nasleep
Op 1 juni 1966 werden de vijf kinderen begraven. De rouwstoet, die vertrok vanuit de meisjesschool naar de kerk, trok veel parochianen die de processie in diepe stilte bijwoonden. De dienst werd geleid door pastoor Van Houtte, geassisteerd door collega's uit naburige parochies.